# مطار بوكوبا
مطار بوكوبا (إياتا: BKZ، إيكاو: HTBU) هو مطار محلي يقع في مدينة بوكوبا، عاصمة منطقة كاجيرا في شمال غرب تنزانيا. إنه مجاور لبحيرة فيكتوريا.
توجد منارة بوكوبا غير الاتجاهية ‏ (التعريف: BK) في الحقل.
أجريت أشغال مدرج الأسفلت الجديد والتحسينات الأخرى بين أبريل 2011 وأبريل 2014.

## شركات الطيران والوجهات
| شركـات طيـران           | الوجهات              |
| ----------------------- | -------------------- |
| الخطوط الجوية التنزانية | مطار موانزا          |
| أوريك للطيران           | مطار موانزا، Rubondo |
| بريسيجن إير             | مطار موانزا          |

## إحصائيات
شاهد source Wikidata query and sources.

## الأحداث والحوادث
- في 6 نوفمبر 2022، اصطدمت طائرة بريسيجن إير الرحلة 494 القادمة من دار السلام وعلى متنها 43 شخصًا بالبحيرة عند الاقتراب من المطار. وأسفر الحادث عن مقتل 19 شخصا.[9]
- أكدت هيئة الطيران المدني التنزانية (TCAA) يوم الخميس، 17 نوفمبر 2022، فشل طائرة شركة طيران تنزانيا المحدودة (ATCL) في الهبوط في مطار بوكوبا بسبب سوء الأحوال الجوية. قام طيار طائرة بومباردييه التابعة لشركة الطيران الوطنية بتحويل مسار الرحلة إلى مطار موانزا، حيث تم إنزال جميع الركاب بسلام، واضطرت الطائرة إلى المغادرة إلى دار السلام للمضي قدمًا في الجداول الزمنية الأخرى.

## روابط خارجية
- خريطة الشارع المفتوح - بوكوبا
- مطاراتنا - بوكوبا نسخة محفوظة 12 يونيو 2018 على موقع واي باك مشين.
- Bukoba Airport على يوتيوب